# Conjurador

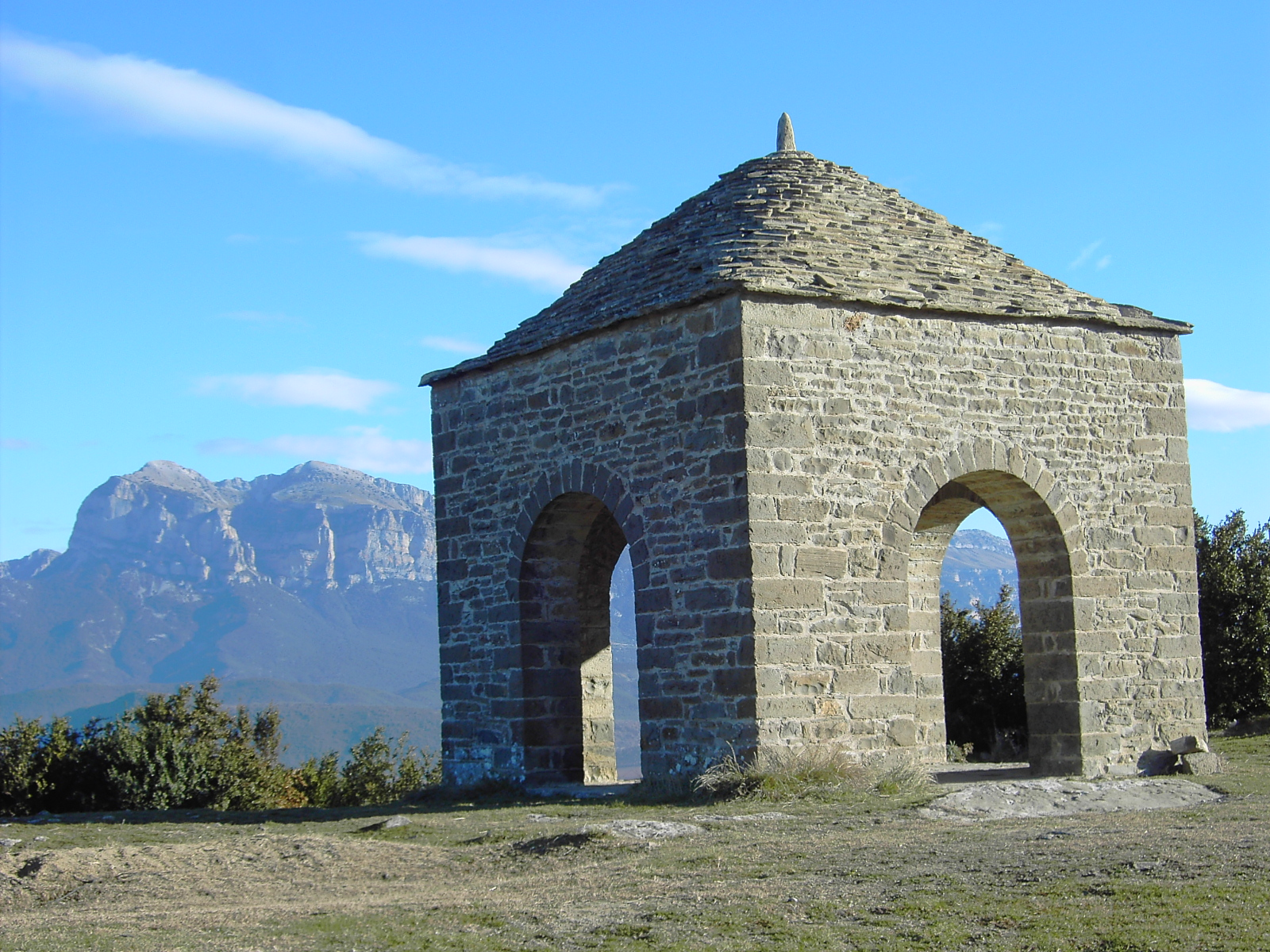
Conjurador à Guaso, Aragon, Espagne.

Un conjurador est un petit édifice religieux chrétien servant à conjurer le mauvais sort, particulièrement dans le but d'apaiser les éléments afin de prévenir la destruction des cultures. Il s'agit d'une construction typique des Pyrénées, particulièrement en Aragon et en Catalogne.

## Nom

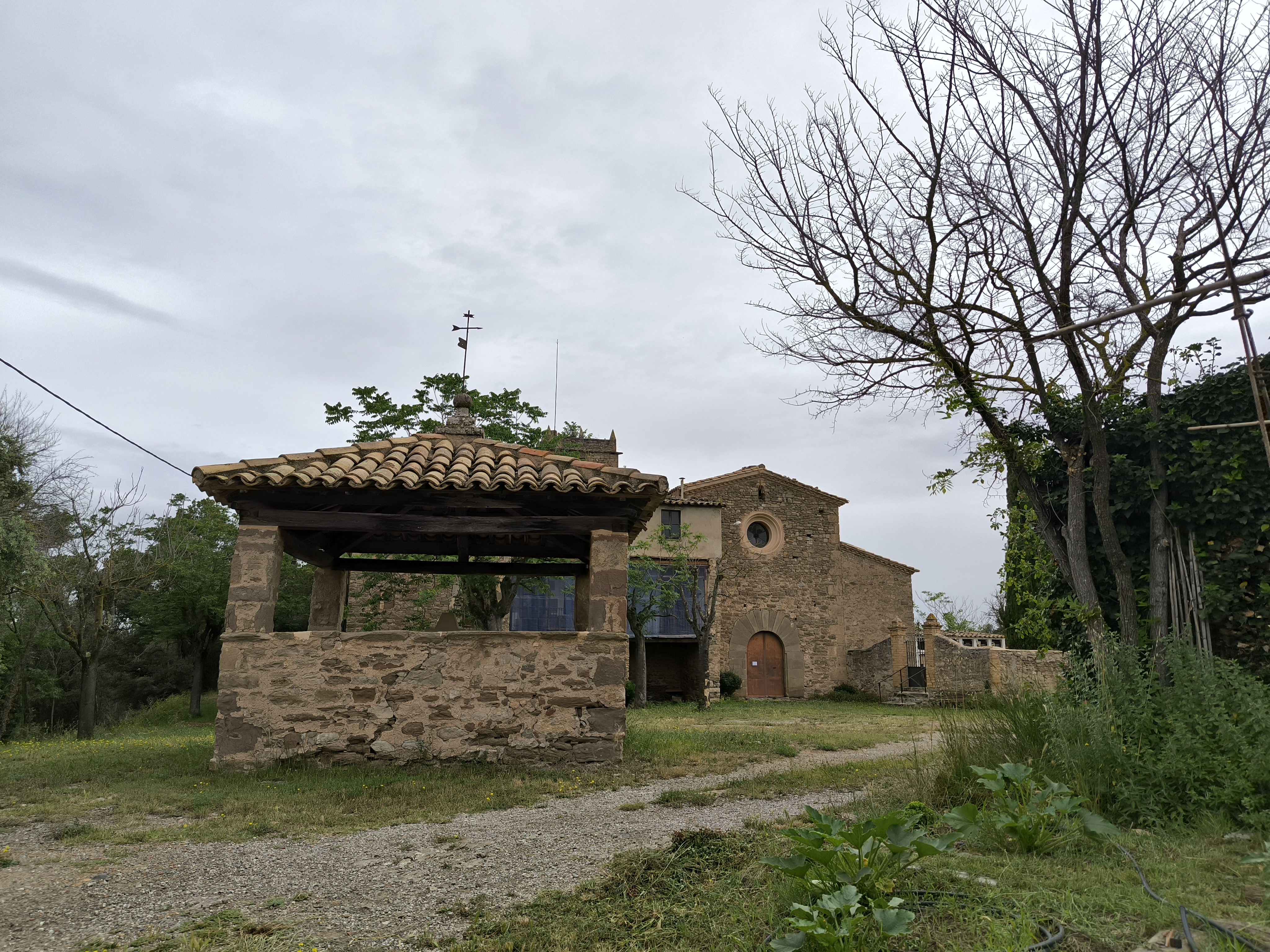
Conjurador en Santa Maria d'Oló

Le terme fait référence à la cérémonie de conjuration qui s'y tient. En espagnol, l'édifice est nommé esconjuradero (ou conjuratorio quand il est situé dans une tour d'église), de l'aragonais esconchurar, « conjurer ». En aragonais, on le nomme esconchurador, en catalan, comunidor (parfois exconjurador).

## Caractéristiques
Les conjuradors sont généralement bâtis symétriquement, avec de grandes fenêtres ouvertes aux quatre points cardinaux, souvent attachés à une église ou un ermitage. Ils sont d'une architecture simple, en matériaux ordinaires, comportant peu d'éléments décoratifs. Les murs peuvent être percés d'ouvertures de différentes tailles, généralement en arches. Le sol comporte des dalles de pierre ou de brique. Les conjuradors servant principalement à détourner les orages, ils sont souvent situés à des endroits permettant une vue dégagée. Le conjurador de Serralongue, dans les Pyrénées-Orientales, est par exemple un petit bâtiment situé au sommet de la colline dominant le village ; il est bâti selon un plan carré de 3 m de côté, ouvert sur une de ses faces et pourvu de larges ouvertures en arcades sur les autres. Il date du XIVe siècle.
Dans certains lieux, le conjurador fait partie du clocher d'une église. Le quatrième étage de la tour principale de la cathédrale de Murcie possède quatre conjuradors, un à chaque coin. Des cérémonies spéciales y étaient effectuées par les prêtres afin de repousser les orages qui auraient pu ruiner les moissons, par l'intermédiaire de la Vraie Croix conservée dans la cathédrale. D'autres villes de Murcie, comme Cieza, possède également des conjuradors. Ils peuvent également être destinés à éloigner des catastrophes non liées au climat, comme des épidémies ou des insectes nuisibles.
Les origines du bâtiment pourraient être païennes, reprises par la suite par la religion catholique.[réf. nécessaire] Ils sont tombés en désuétude il y a plusieurs siècles et les conjuradors ayant survécu sont souvent à l'état de ruines.

## Répartition géographique
Les conjuradors sont courants dans les anciens villages du Piémont pyrénéen et des Pyrénées, particulièrement en Aragon, mais également dans la région de Lérida, de Gérone et du côté français des Pyrénées. En Aragon, les conjuradors sont situés dans la partie nord du territoire, principalement dans la comarque de Sobrarbe, mais également en Hoya de Huesca, Somontano de Barbastro et Jacetania.

## Rituels
À Serralongue, le prêtre venait en procession pour réclamer l'intervention divine des Évangélistes, la statue de chaque saint se trouvant dans une des niches situées au-dessus des ouvertures. Le prêtre lisait alors l'évangile du saint faisant face à l'orage puis lançait une phrase en catalan « Sant Joan, Sant Mateu, Sant Marc i Sant Roc, guardeu-nos de pedra i de foc. Sant Lluc, Santa Creu i Santa Bàrbara, no ens deixeu », qui servait de conjuration.
Le Tentenublo est un exemple de prières conduites lors d'occasions spéciales dans un conjurador :
Tentenublo, tente en ti, no te caigas sobre mí;
guarda el pan, guarda el vino,
guarda los campos, que están floridos
Nuage, reste accroché, ne tombe pas sur moi
Épargne le pain, épargne le vin,
Épargne les champs en fleurs.

## Liste de conjuradors
En Espagne :
- Aragon :
  - Hoya de Huesca :
    - Conjurador de la Croix Blanche, Panzano, Casbas de Huesca
    - Conjurador des Quatre Vents, Panzano, Casbas de Huesca

  - Jacetania :
    - Conjurador de Baraguás, Jaca

  - Sobrarbe :
    - Conjurador (es), Aínsa-Sobrarbe
    - Conjurador d'Almazorre (es), Bárcabo
    - Conjurador d'Asín de Broto, Broto
    - Conjurador, El Pueyo de Araguás
    - Conjurador de Buergasé, Fiscal
    - Conjurador de Cámbol, Fiscal
    - Conjurador de San Vicente de Labuerda, Labuerda
    - Conjurador de Mediano, La Fueva

  - Somontano de Barbastro :
    - Adahuesca, Adahuesca
    - Conjurador, Alquézar

- Catalogne :
  - Conjurador, Bescanó
  - Église Sant Martí, Calldetenes
  - Conjurador de Rocabruna, Camprodon
  - Église San Cristóbal, Fogars de Montclús
  - Église Sant Sebastià d'Estaron (ca), La Guingueta d'Àneu
  - Église Sant Julià d'Unarre (ca), La Guingueta d'Àneu
  - Église Sant Joan d'Oló, Santa Maria d'Oló
  - Conjurador de Pallerols, La Sénia
  - Église Santa Cecília de Montardit de Dalt (ca), Sort
  - Église Sant Víctor de Saurí (ca), Sort
  - Église Santa Maria de Vallferosa, Torà
  - Église Sant Martí de Capsec, La Vall de Bianya
  - Conjurador, Vallfogona de Ripollès

- Murcie :
  - Tour de la cathédrale, Murcie

- La Rioja :
  - Clocher de l'église Santo Tomás, Haro

En Andorre :
- Église Santa Eulàlia, Encamp
- Église Sant Corneli i Sant Cebrià, Ordino

En France :
- Pyrénées-Orientales :
  - Église Saint-André d'Évol, à Olette
  - Conjurador, Serralongue

## Galerie

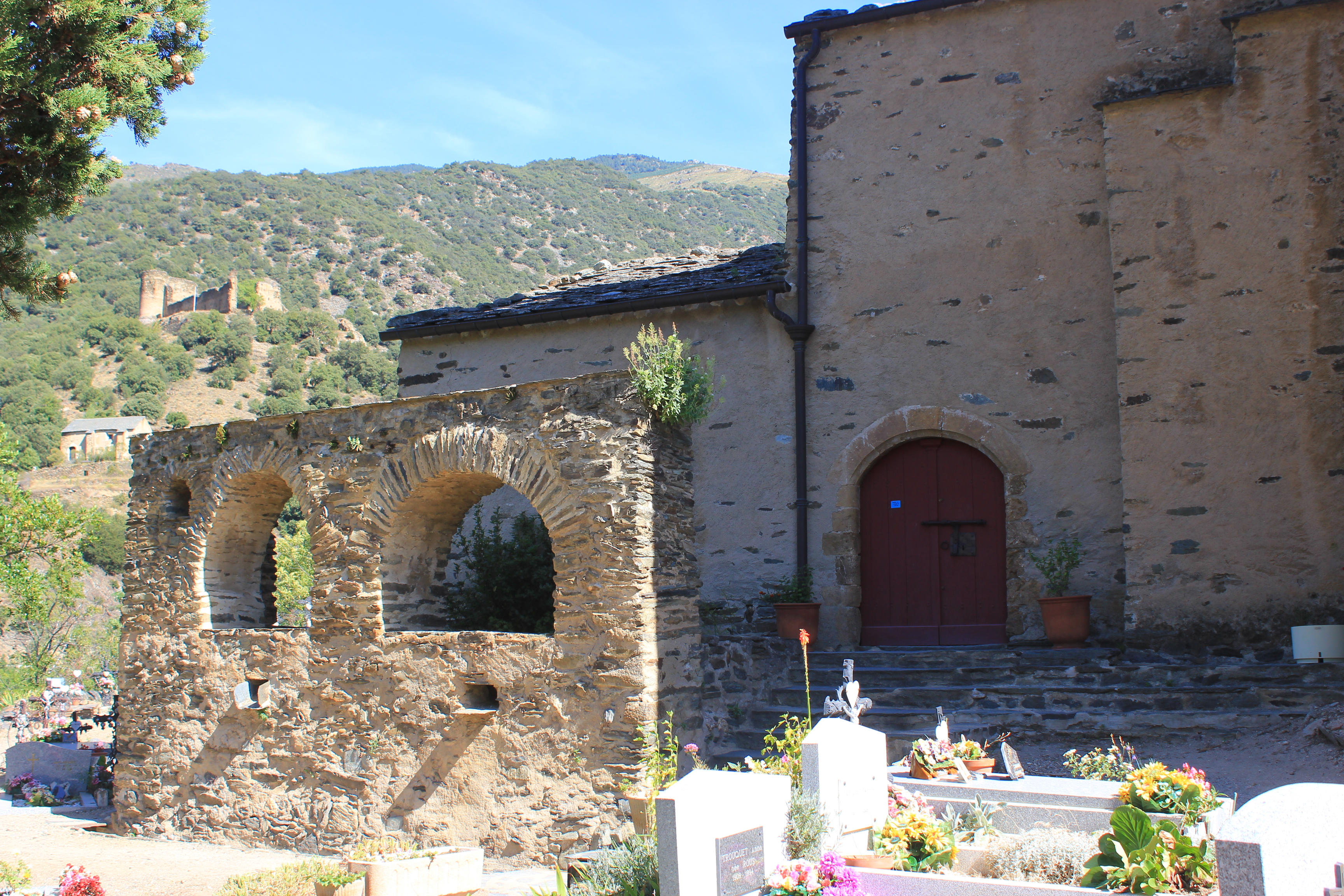
Conjurador ruiné de l'église Saint-André, Olette, Pyrénées-Orientales, France.
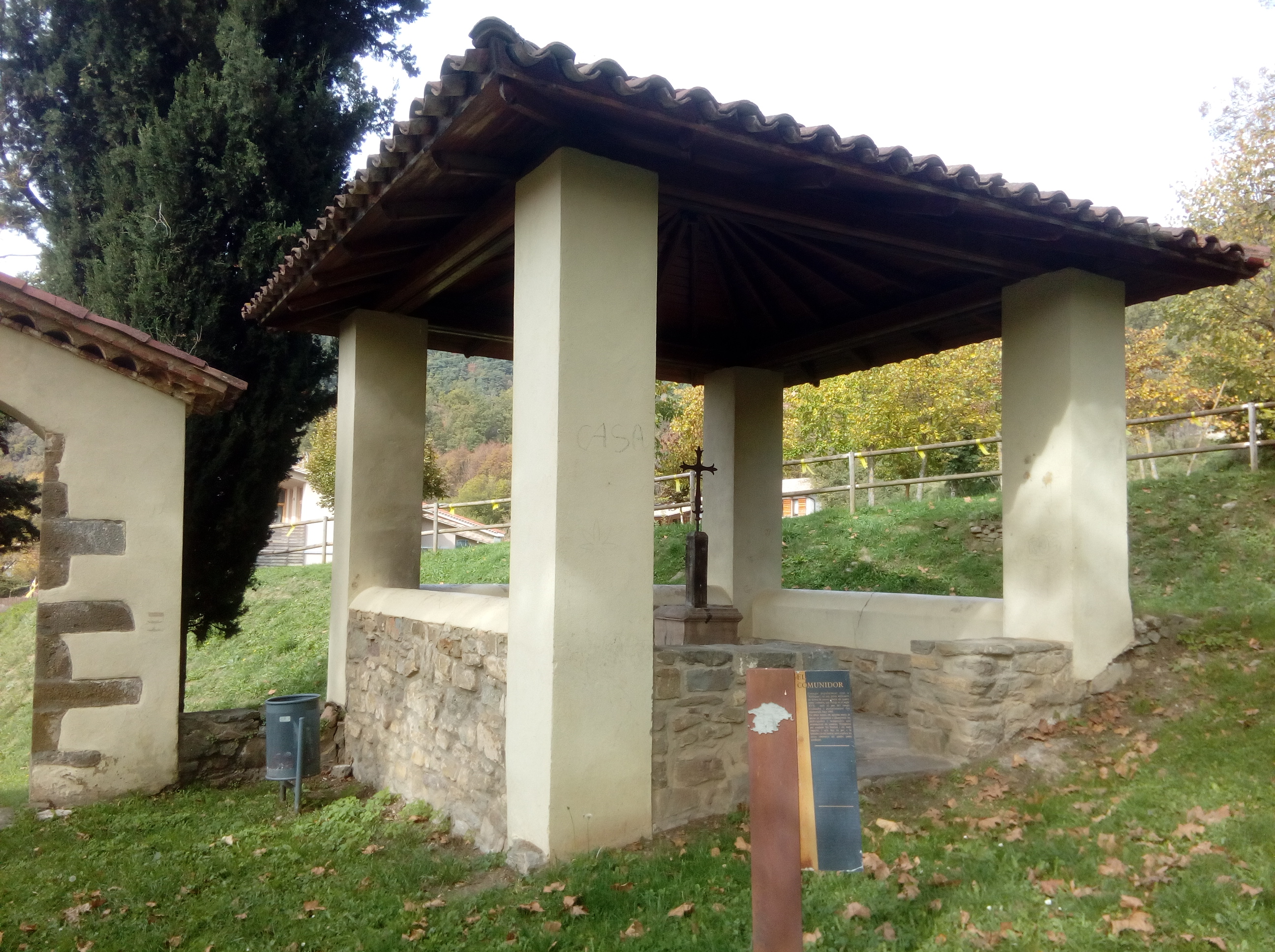
Conjurador au pied de l'église Sant Julià de Vallfogona de Ripollès, Catalogne, Espagne.
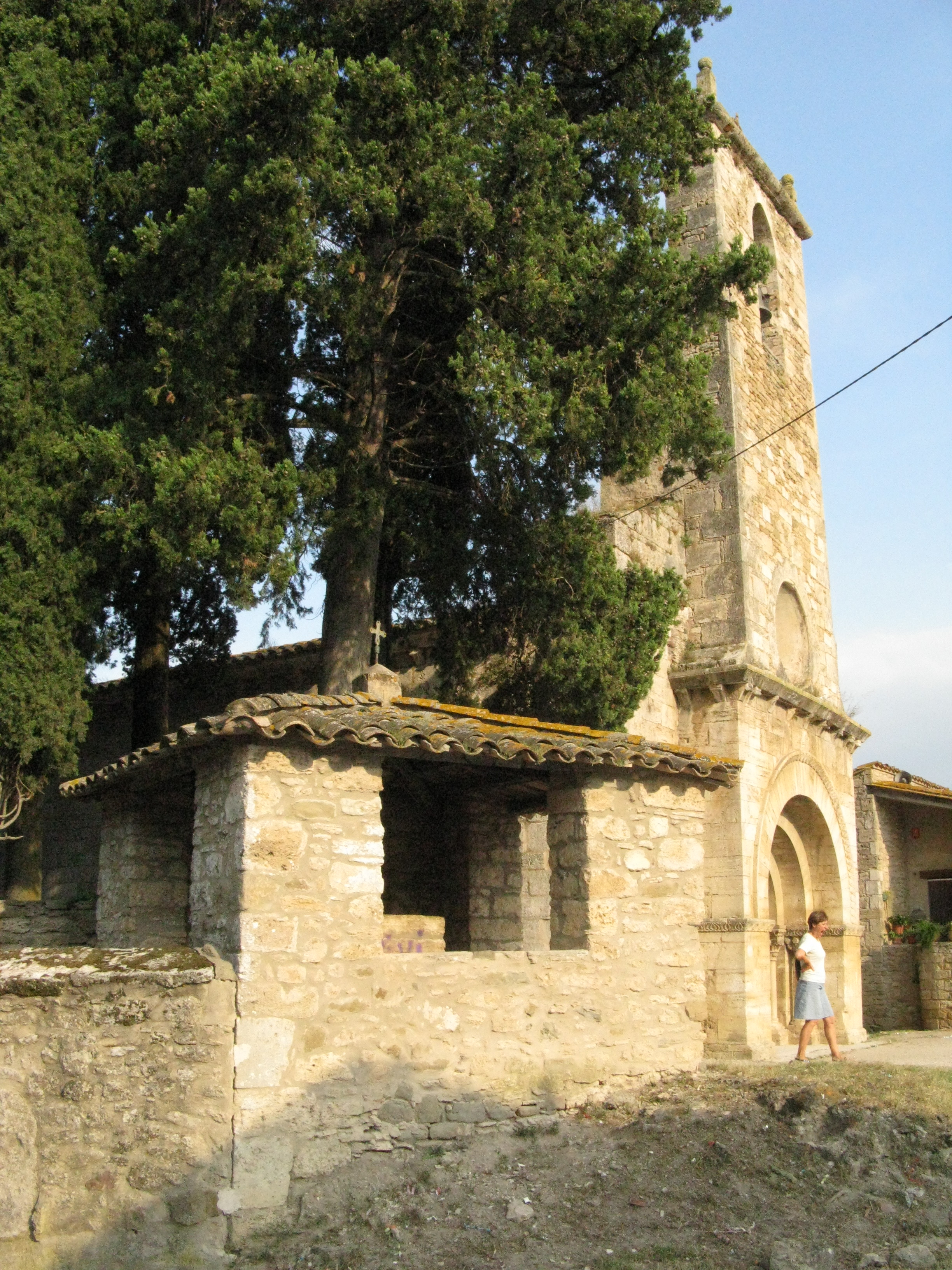
Conjurador au pied de l'église Sainte Marie de Porqueres, Catalogne, Espagne.
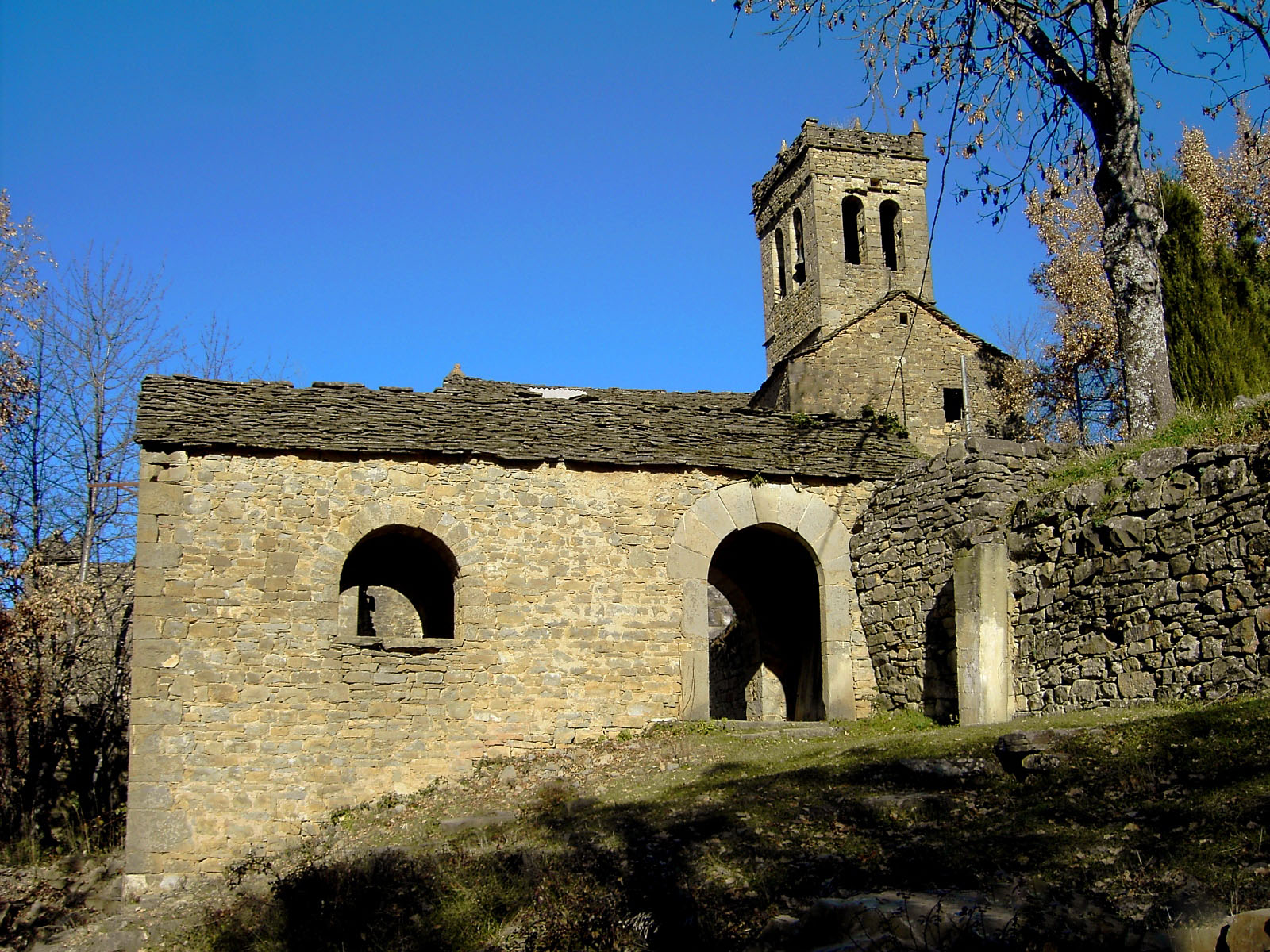
Conjurador de Broto, Aragon, Espagne.
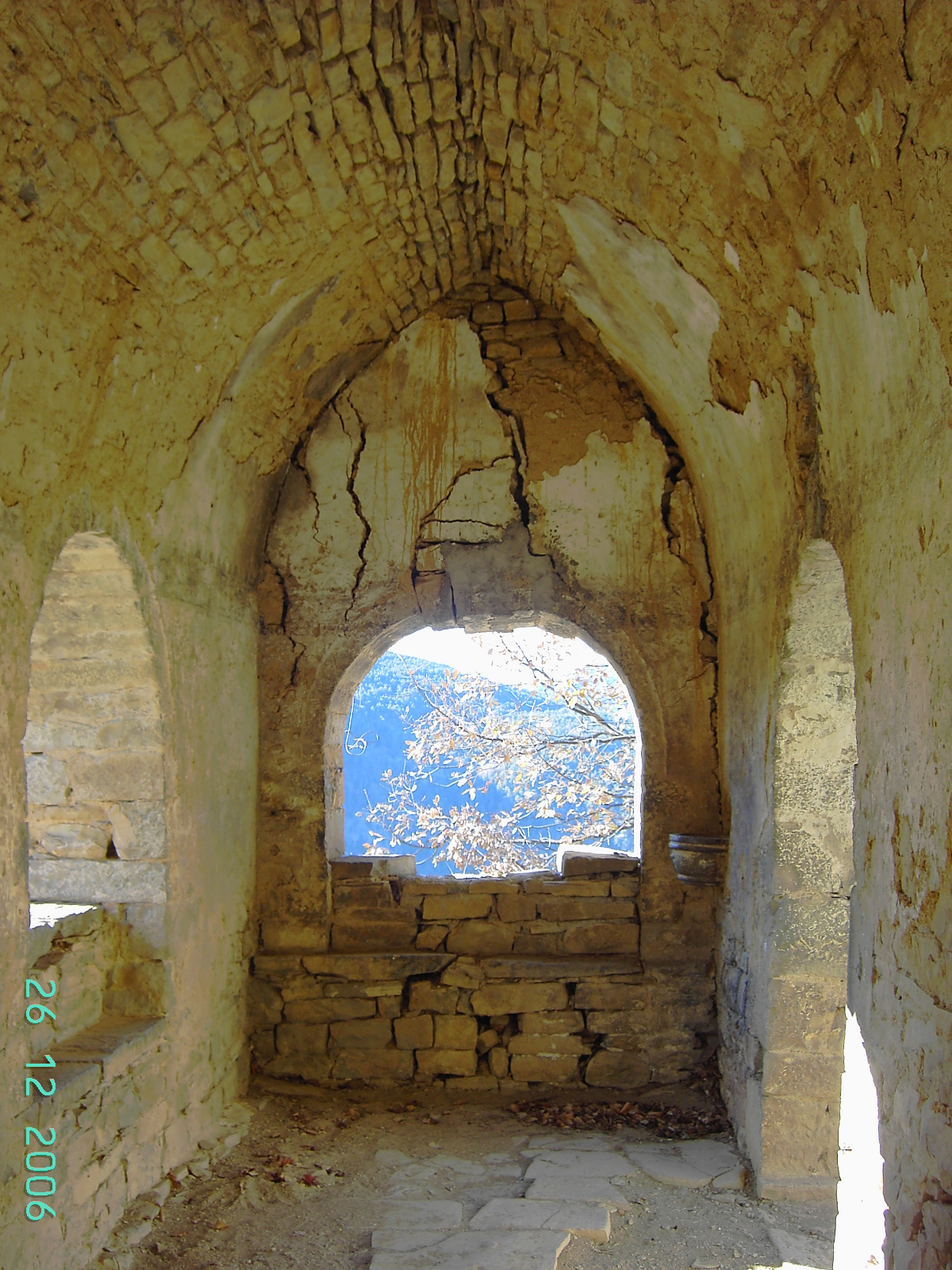
Intérieur du conjurador de Broto.
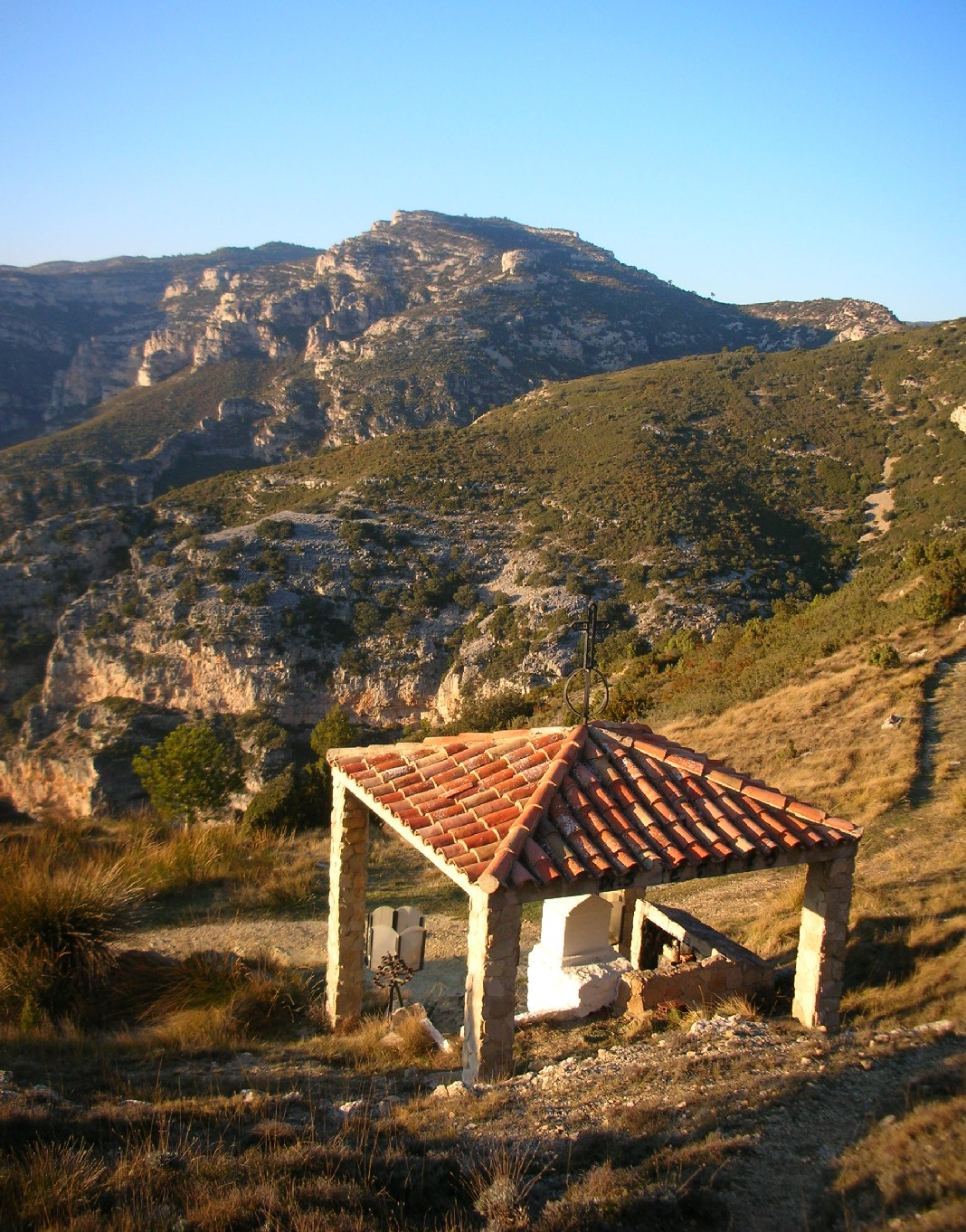
Conjurador de Pallerols, Ports de Tortosa-Beseit, près de La Sénia.
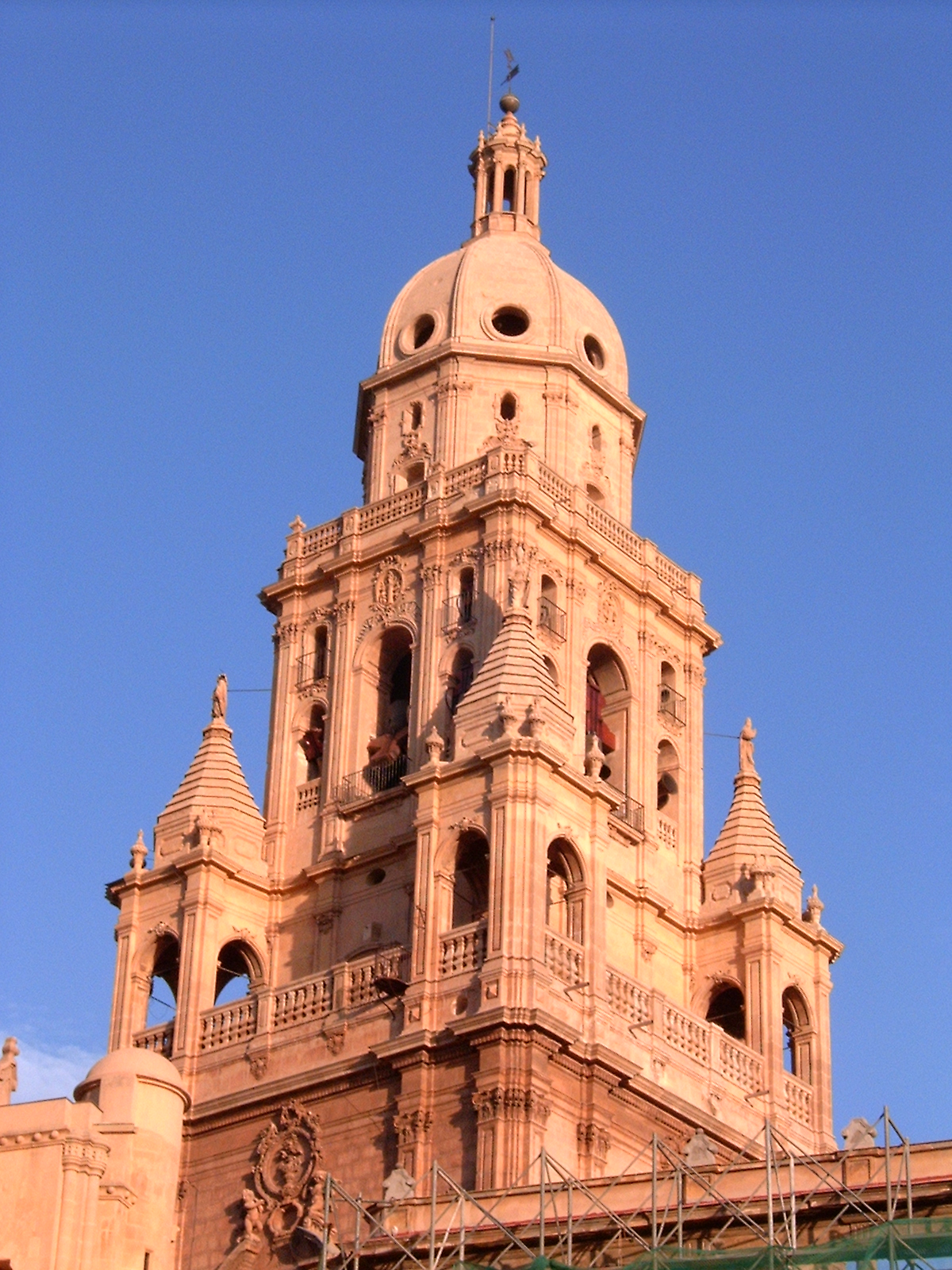
Tour de la cathédrale de Murcie, avec un conjurador à chaque angle.
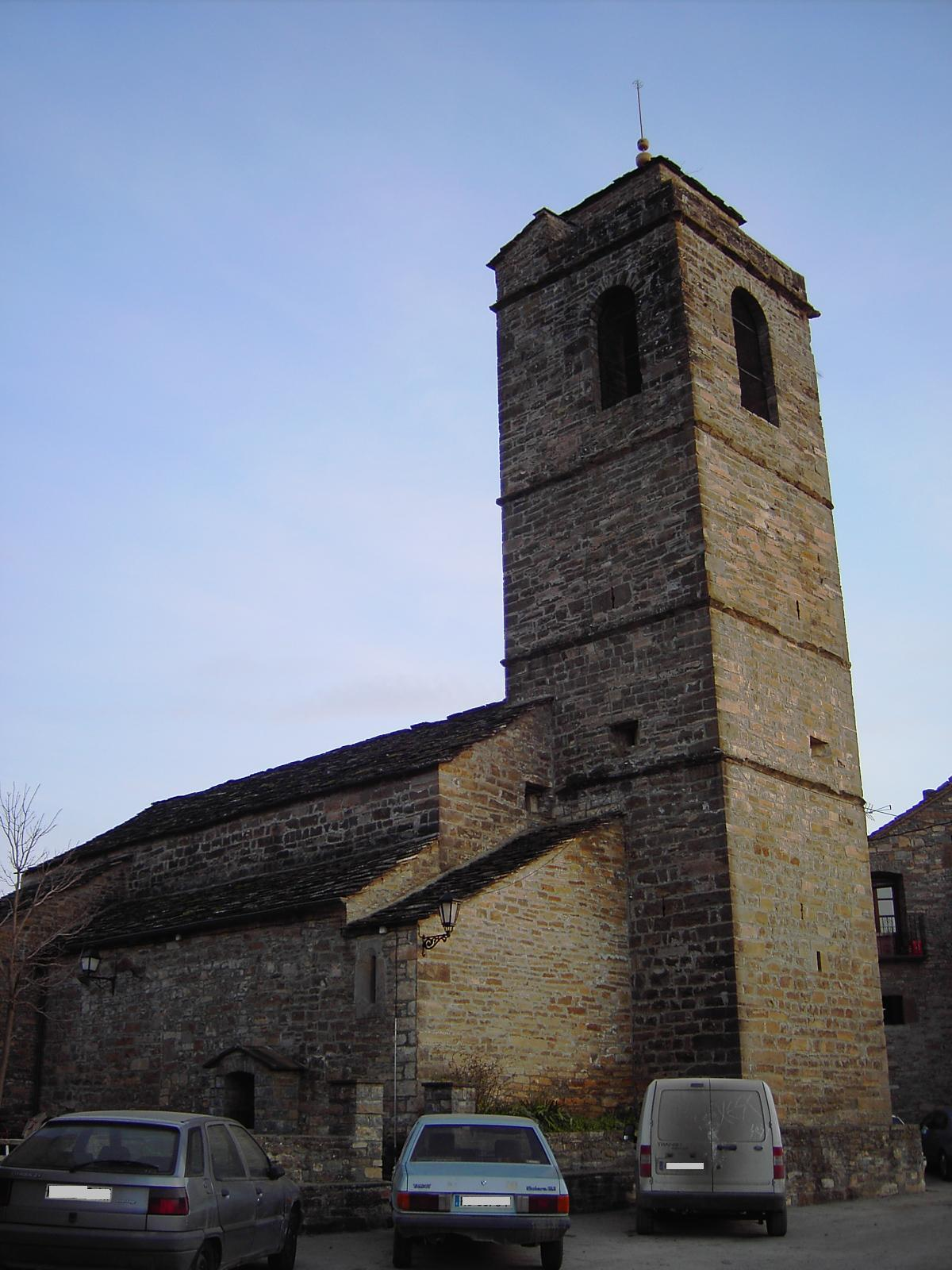
Église d'El Pueyo de Araguás, possédant un conjurador dans son clocher.
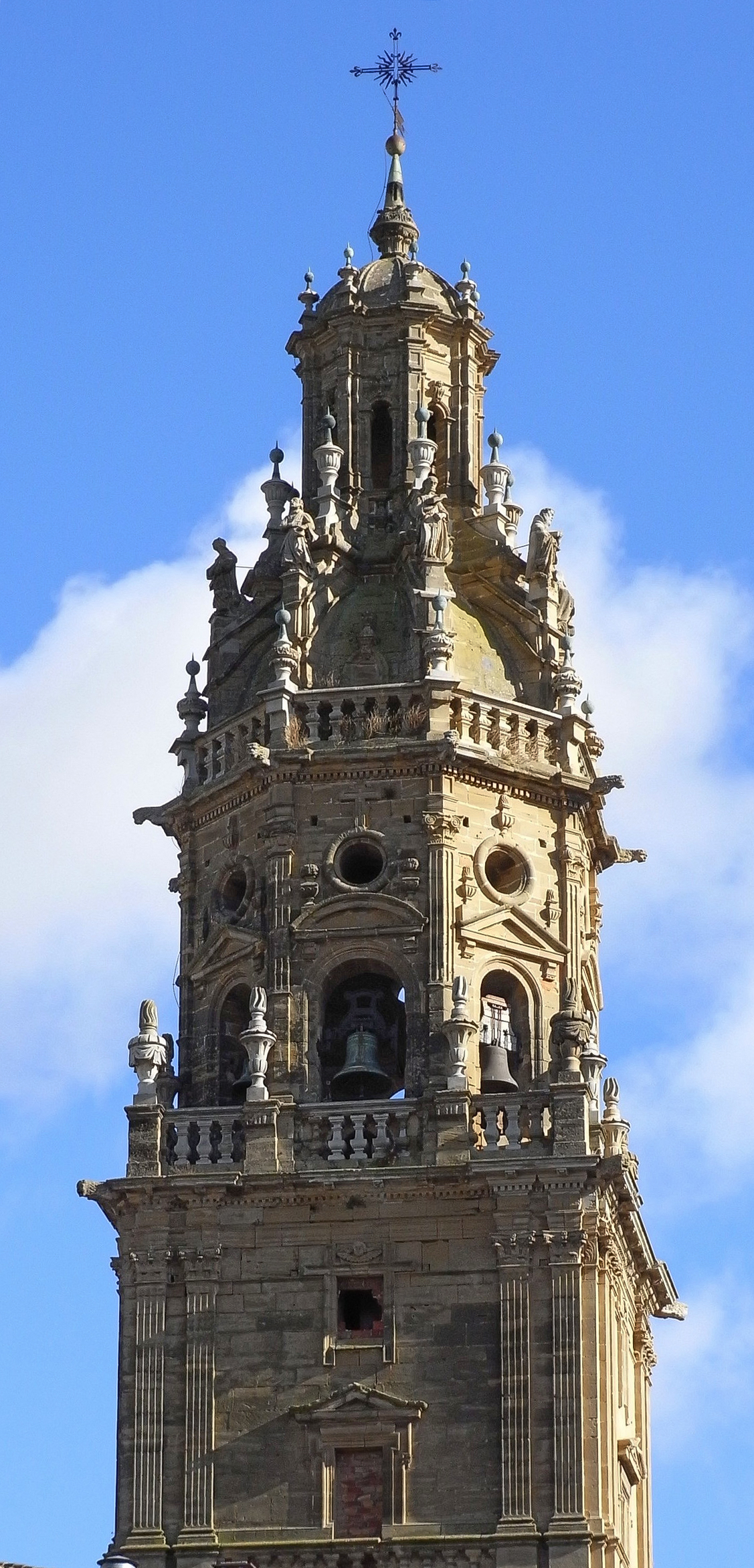
Église Santo Tomás de Haro, possédant également un conjurador dans son clocher.